# Marco Horacio Pulvilo
Marco Horacio Pulvilo  fue un político y militar romano, uno de los fundadores de la República.

## Familia
Horacio fue miembro de los Horacios Pulvilos, una rama familiar patricia de la gens Horacia. Fue padre de Cayo Horacio Pulvilo.

## Carrera pública
Horacio fue nombrado cónsul suffectus tras la muerte de Espurio Lucrecio Tricipitino en el año de la fundación de la República. Polibio, en cambio, lo hace cónsul epónimo. En el año 507 a. C. fue elegido cónsul por segunda vez.